# كهريزة شكاك
كهريزة شكاك هي قرية في مقاطعة نقدة، إيران. يقدر عدد سكانها بـ 130 نسمة بحسب إحصاء 2016.